# Leif Pedersen
Leif Pedersen (ur. 30 stycznia 1924 we Fredrikstadzie, zm. 20 grudnia 1990 tamże) – norweski piłkarz występujący na pozycji pomocnika. Brat innego piłkarza, Arne Pedersena.

## Kariera klubowa
W swojej karierze Pedersen występował w zespole Fredrikstad FK. Sześciokrotnie zdobył z nim mistrzostwo Norwegii (1949, 1951, 1952, 1954, 1957, 1960), a także dwukrotnie Puchar Norwegii (1950, 1957).

## Kariera reprezentacyjna
W 1952 roku Pedersen został powołany do reprezentacji Norwegii na Letnie Igrzyska Olimpijskie, zakończone przez nią na pierwszej rundzie. W drużynie narodowej nie rozegrał żadnego spotkania.